# Lebon Régis
Lebon Régis är en kommun i Brasilien.   Den ligger i delstaten Santa Catarina, i den södra delen av landet, 1 300 km söder om huvudstaden Brasília. Antalet invånare är 11 862.
I omgivningarna runt Lebon Régis växer i huvudsak städsegrön lövskog. Runt Lebon Régis är det glesbefolkat, med 20 invånare per kvadratkilometer.